# Tutelo jezik
Tutelo jezik (ISO 639-3: tta; ovaj jezik nekad nazivaju i saponi prema imenu srodnog plemena Saponi), izumrli jezik poodice siouan, kojim su govorili Tutelo Indijanci na rijekama Dan i Staunton u Virginiji.
Pripadao je jugoistočnoj skupini porodice siouan. Posljednji govornik je izgleda bio John Key ili Gostango čije je tutelo ime bilo Nastabon ('One Step'), i koji je umro u Kanadi 1898 godine u dobi od 80 godina

## Vanjske poveznice
- Ethnologue (14th)
- Ethnologue (15th)